# Willem Frederik Hermansbrug
De Willem Frederik Hermansbrug is een loop brug (nummer 2211) naar een recreatiesteiger in het Open Havenfront in het centrum van Amsterdam. De brug ligt in de kade van het Oosterdokseiland, nabij de OBA. Het ietwat onogelijke bruggetje ligt niet vast en leunt met wieltjes op de houten steiger. Het is vernoemd naar de schrijver Willem Frederik Hermans, met wie de stad een moeilijke relatie had. De brug heeft deze naam officieel gekregen daar deze in het verlengde van de Willem Frederik Hermansstraat ligt, meer een steegje tussen de OBA en een naastgelegen appartementenblok.

## WF Hermans en Amsterdam
W.F. Hermans is in Amsterdam geboren en getogen, maar vertrok allengs naar andere oorden, vooraleerst Groningen, later vond hij zijn woonstee in Parijs en uiteindelijk Brussel. De afstand weerhield de schrijver er niet van kritiek te hebben op het in zijn ogen doorgeschoten linkse karakter van de stadspolitiek. De animositeit was wederzijds, en Hermans werd na een bezoek aan Zuid-Afrika tot persona non grata in de stad verklaard. Aan het einde van zijn leven leek deze verhouding wat verbeterd te zijn, maar er is altijd wat ressentiment jegens zijn persoon blijven bestaan.